# Morinosaure
El morinosaure (Morinosaurus) és un gènere de dinosaure sauròpode que va viure al Juràssic superior. Les seves restes fòssils es van trobar al departament francés Pas de Calais, a França.